# Operation Mad Ball

## Argumento
Un médico militar está dispuesto a organizar una fiesta para la confraternización entre médicos y enfermeras, aunque el reglamento y el capitán estén dispuestos a evitarlo.

## Premios
- Jack Lemmon quedó en segundo lugar en la lista de los premios Golden Laurel, en la categoría de "Mejor actor de comedia".
- Nominada en los premios WGA como "Mejor guion de comedia".